# 막대풍선

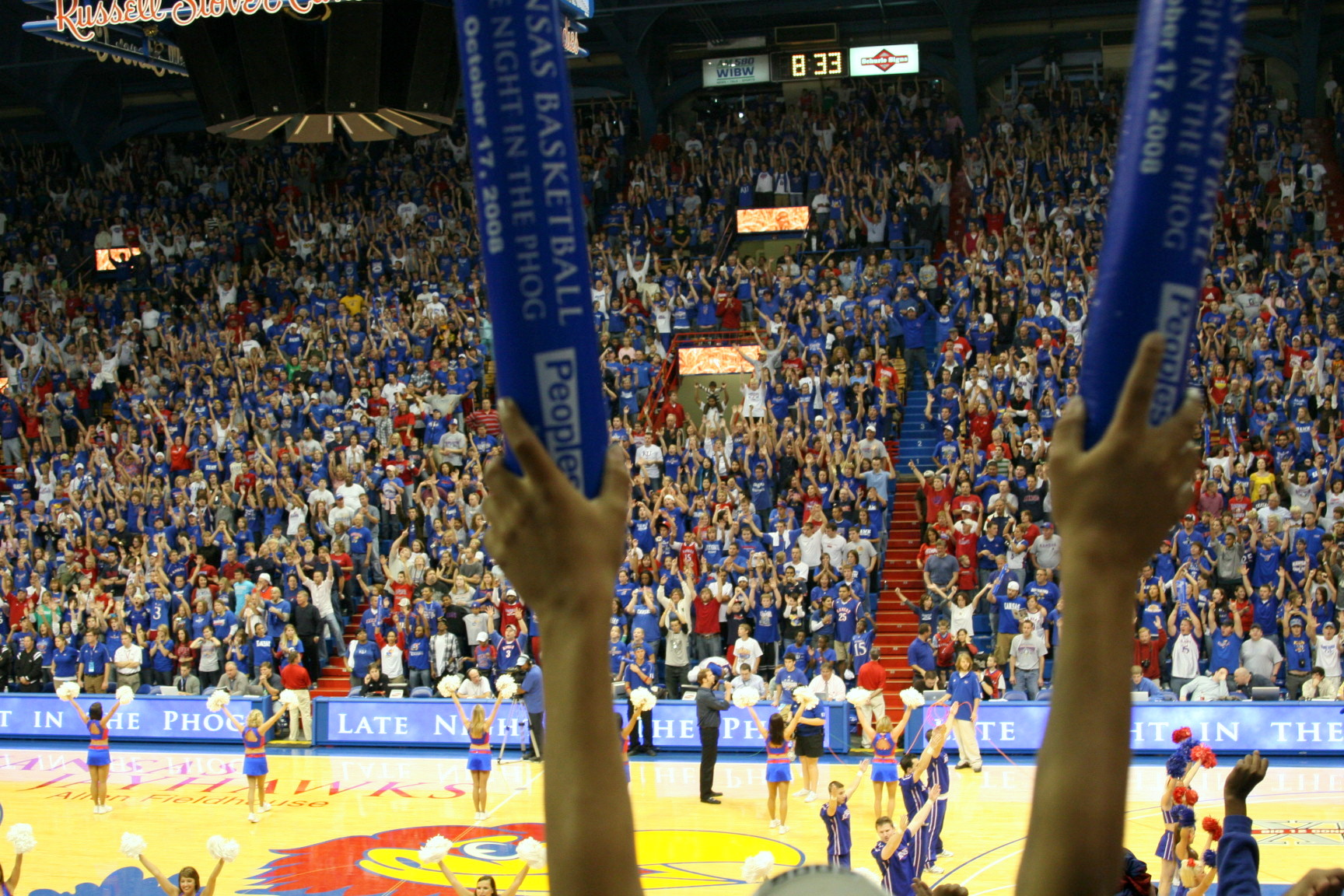
막대풍선

막대풍선은 길이 60cm, 폭 10.5cm의 긴 원통형 비닐 풍선으로서, 두 개를 서로 두드리면 박수 소리보다 10배 이상의 큰 소리가 발생하는 응원도구이다.
이 막대풍선은 1994년 9월, 당시 LG 트윈스 프로야구단 마케팅 과장 김인양과 기성애드 비즈니스 대표 김철호(현 벌룬스틱스코리아 주식회사 대표이사) 두 사람이 프로야구 한국시리즈 응원용품 준비회의에서 기존에 있던 130cm 막대풍선의 길이를 절반으로 줄여, 접혀서 터지는 문제점도 해결하고자 한 개가 아닌 두 개를 서로 마주 때려 효과음을 내자고 한 김철호 사장의 아이디어로 탄생했다.

## 같이 보기
- 테러블 타월
- 부부젤라